# Prado Tormejón
Prado Tormejón is een plaats in de regio Castilië en León, Spanje. Bij deze plaats ligt de Tormellebron waar de rivier Tormes, een zijrivier van de Douro, ontspringt. Prado Tormejón ligt in de gemeente Navarredonda de Gredos, provincie Ávila.